# Русские в Великобритании
Русские проживают в Соединённом Королевстве с девятнадцатого века. В 2019 году количество русских в Великобритании составило 66 тысяч человек.

## Численность населения
При переписи населения Великобритании в 2001 году 15160 человек указали Россию как страну своего рождения. По оценкам, опубликованным Национальной статистической службой в 2009 году, предположительная численность постоянного населения Великобритании, родившегося в России, около 32000 человек.
Около 41 000 русских называют Лондон своим домом, и, по некоторым оценкам, ещё десятки тысяч русских проживают в Лондоне, в том числе студенты, беженцы, лица с просроченнымии визами и нелегальные иммигранты. Нередко можно услышать такие прозвища Лондона как «Londongrad» и «Moscow-on-the-Thames» (Москва на Темзе).
В Лондоне и на Юго-Востоке существует ряд русских школ, нацеленных на преподавание русской культуры и языка детям российских иммигрантов.
Бывший посол России в Великобритании Юрий Федотов заявил, что местные русские становятся жертвами ксенофобии, и что полиция часто отказывается расследовать эти инциденты.

## СМИ
В Великобритании выпускается несколько газет на русском языке: «Afisha.London», «Пульс UK», «Англия»,
«Бизнес Курьер», «Достижения» (в Манчестере), «Русский Лондон» («Лондон-Инфо»), «Курьер», «Gazeta.UK», «Русский в Англии», «ZIMA Magazine». Коммерсант UK.

## Институты поддержки
В Великобритании действуют ряд государственных и общественных институтов поддержки иммигрантов из России и постсоветского пространства, русского языка и культуры: Координационный совет российских соотечественников, общественный комитет «Русское наследие в Великобритании», Общество содействия российским и советским исследованиям, британский культурный центр «Пушкинский дом», русский культурный центр в Эдинбурге «Институт Шотландия — Россия», Ассоциация русскоязычных культурных и образовательных объединений Великобритании. Открыты центры изучения русского языка, в городах Англии, Шотландии и Северной Ирландии действуют русские общества.
В Кенсингтоне, историческом районе Западного Лондона, рядом с Посольством России располагается представительство Россотрудничества, деятельность которого сосредоточена на проведении различных мероприятий, нацеленных на популяризацию русской и российской культуры, искусства, истории и русского языка.